# Ronna
Ronna, symbool: R, is het SI-voorvoegsel dat wordt gebruikt om een factor 1027, gelijk aan 10009 of één  	quadriljard, aan te duiden.
Het wordt sinds 2022 gebruikt.